# HMS Battler (D18)
Авіаносець «Батлер» (англ. HMS Battler (D18)) — ескортний авіаносець США часів Другої світової війни типу «Боуг» (1 група, тип «Attacker»), переданий ВМС Великої Британії за програмою ленд-лізу.

## Історія створення
Авіаносець «Батлер» був закладений 18 квітня 1941 року на верфі «Ingalls Shipbuilding» як торгове судно типу C3 під назвою «Mormacmail». Викуплений ВМС США і переобладнаний в авіаносець типу «Боуг» під назвою «USS Altamaha (CVE-6)». Спущений на воду 4 квітня 1942 року. Переданий ВМС Великої Британії, вступив у стрій під назвою «Батлер» 15 листопада 1942 року.

## Історія служби
Після вступу у стрій авіаносець «Батлер» здійснював протичовнове патрулювання в Північній Атлантиці та супроводжував гібралтарські конвої (04-06.1943). Пізніше перейшов на Середземне море, де брав участь в десантній операції поблизу Салерно (вересень 1943 року).
У листопаді 1943 року вирушив в Індійський океан (Коломбо), та був включений до складу Східного флоту. Він залучався до супроводу конвоїв, пошуку підводних човнів та кораблів їх забезпечення (10.1943-11.1944).
Надалі до кінця війни «Батлер» здійснював перевезення літаків з Англії на Цейлон.
12 лютого 1946 року авіаносець «Батлер» був повернутий США, де був виключений зі списків флоту і розібраний на метал.